# L'isola misteriosa (film 1975)
L'isola misteriosa (The Mysterious Island) è un mediometraggio d'animazione televisivo del 1975 diretto da Leif Gram. Basato sull'omonimo romanzo del 1875 di Jules Verne, il film fu prodotto dallo studio d'animazione australiano Air Programs International per il ciclo Famous Classic Tales della CBS, dove fu trasmesso il 15 novembre 1975.

## Trama
Durante l'assedio di Richmond della guerra civile americana, cinque prigionieri di guerra del Nord fuggono rubando una mongolfiera di osservazione. I fuggitivi sono il capitano Cyrus Harding (un ingegnere ferroviario dell'esercito dell'Unione), il suo protetto e figlio adottivo Herbert Brown, il suo ex schiavo e fedele seguace Nab, il marinaio Jack, il giornalista Gideon Spilett e il cane Top. Dopo aver volato per diversi giorni in una grande tempesta, il gruppo si schianta su un'isola vulcanica sconosciuta, delimitata da una scogliera, a circa 2.500 chilometri a est della Nuova Zelanda. Si accorgono presto che sull'isola è presente un invisibile deus ex machina, responsabile della sopravvivenza di Cyrus dopo la caduta dalla mongolfiera, della comparsa di una scatola di equipaggiamento (armi e munizioni, attrezzi , ecc.) e altri eventi apparentemente inspiegabili.
Durante un'esplorazione il gruppo trova un naufrago di nome Tom Ayrton, rimasto da solo sull'isola per 11 anni. Sull'isola arriva una nave pirata che, dopo uno scontro con il gruppo, viene misteriosamente distrutta da un'esplosione. Calandosi in un pozzo all'interno di una caverna, il gruppo scopre che l'isola è il nascondiglio dell'anziano capitano Nemo e il porto del suo sottomarino Nautilus; il misterioso benefattore dei coloni era stato proprio Nemo. Egli li informa che presto ci sarà un'eruzione sull'isola e che non intende fuggire con loro preferendo morire lì, quindi li congeda e si immerge con il Nautilus. I coloni non riescono a salpare con la barca che hanno appena costruito, ma vengono salvati dalla nave Duncan, venuta a prendere Ayrton. Mentre la nave si allontana, l'isola viene distrutta dall'eruzione e con essa il Nautilus.

## Cast vocale
Il cast vocale originale è composto da:
- John Llewellyn
- Ron Haddrick
- Alistair Duncan
- Mark Kelly
- Tim Eliott[1]

## Distribuzione

### Edizione italiana
L'edizione italiana del film fu trasmessa a partire dal 1980 su alcune televisioni locali. Il doppiaggio fu eseguito presso la SEDIF con la collaborazione dei doppiatori della CVD.

### Edizioni home video
Il film fu pubblicato in VHS in America del Nord nel 1986 dalla MGM/UA Home Video e in Italia nel 1990 dalla De Agostini nella collana per l'edicola I grandi racconti d'avventura (dove era abbinato a un albo illustrato tratto da esso); in quest'ultima edizione furono rimossi i primi due minuti e mezzo del film, incluso il cartello del titolo.